# Прионы грибов
| |
| Формирование прионов [PSI+] отменяет накопление красного пигмента, образующегося в результате мутации в гене ade1 (снизу), в результате чего колонии дрожжей становятся белыми (сверху) |

Прионы грибов — это наследуемые белковые агрегаты, способные передаваться между клетками без участия нуклеиновых кислот внутри грибов. В отличие от прионов, вызывающих заболевания у животных и человека, грибные прионы не обязательно патогенны и могут выполнять регуляторные функции в клетке.
Грибные прионы впервые были описаны у дрожжей Saccharomyces cerevisiae и выявлены у ряда других грибов. Они представляют собой белки с аномальной конформацией, способные индуцировать такое же состояние у своих нормальных аналогов. Основной механизм их наследования связан с самоподдерживающейся измененной структурой, передающейся в ходе клеточного деления.
Исследование грибных прионов играет важную роль в понимании механизмов эпигенетического наследования и белковой агрегации, что может способствовать изучению заболеваний, связанных с прионами у животных и человека. Кроме того, грибные прионы рассматриваются как потенциальные инструменты для биотехнологии и синтетической биологии.

## История
Белки, способные к передаче их конформации по наследству, то есть неменделевской наследственности, были открыты у дрожжей Saccharomyces cerevisiae Ридом Уикнером (англ. Reed Wickner) в начале 1990-х. Из-за сходства с прионами млекопитающих эти альтернативные наследуемые конформации белков были названы прионами дрожжей. Позже прионы были открыты и у гриба Podospora anserina.
Группа Сьюзан Линдквист (англ. Susan Lindquist) из Института Уайтхед показала, что некоторые прионы грибов не связаны с каким-либо болезненным состоянием, а могут играть полезную роль. Однако, исследователи из NIH предоставили аргументы в пользу того, что прионы грибов могут снижать жизнеспособность клеток. Поэтому вопрос о том, являются ли прионы грибов болезнетворными агентами или же они играют некую полезную роль, остаётся нерешённым.
По состоянию на 2012 год известно 11—12 прионов у грибов, в том числе: семь у Saccharomyces cerevisiae (Sup35, Rnq1, Ure2, Swi1, Mot3, Cyc8, Sfp1, Mca1', вакуолярная протеаза B и Mod5) и один у Podospora anserina (НЕТ-s, МАР-киназы).
Из них наиболее хорошо изучен фактор терминации трансляции Sup35 (гомолог eRF3). Клетки, в которых присутствует прионная форма Sup35, называются клетками [PSI+] (см. илл.). Такие клетки имеют изменённое физиологическое состояние и изменённый уровень экспрессии некоторых генов, что позволило выдвинуть гипотезу о том, что у дрожжей образование прионов может играть адаптативную роль.
Статья об открытии приона Mca1 была впоследствии отвергнута, так как воспроизвести результаты эксперимента не удалось. Большинство прионов грибов основаны на глутамин/аспарагин-богатых повторах, исключениями являются Mod5 и HET-s.
Исследования прионов грибов убедительно подтверждают «чисто белковую» гипотезу, так как очищенные белки, выделенные из клеток с белками в прионной форме, демонстрировали способность перестраивать белки нормальной формы в прионную in vitro, и при этом свойства данного штамма приона сохраняются. Был также отчасти пролит свет на прионные домены, то есть домены белка, осуществляющие изменение конформации другого белка в прионную. Прионы грибов помогли представить возможный механизм перехода из нормальной формы в прионную, относящийся ко всем прионам, хотя прионы грибов и отличаются от инфекционных прионов млекопитающих отсутствием кофактора, необходимого для размножения. Особенности прионного домена могут варьировать у различных видов. Например, свойства, присущие прионным доменам прионов грибов, не встречаются у прионов млекопитающих.
Как упоминалось выше, прионы грибов, в отличие от прионов млекопитающих, передаются следующему поколению. Иными словами, у грибов существует механизм прионной (белковой) наследственности, который может служить ярким примером истинно цитоплазматического наследования.

## Список
| Прионы грибов          | Прионы грибов | Прионы грибов                                               | Прионы грибов  | Прионы грибов                                                   | Прионы грибов           |
| Белок                  | Хозяин        | Нормальная функция                                          | Прионная форма | Прионный фенотип                                                | Год открытия            |
| ---------------------- | ------------- | ----------------------------------------------------------- | -------------- | --------------------------------------------------------------- | ----------------------- |
| Ure2p                  | S. cerevisiae | Репрессор усвоения азота                                    | [URE3]         | Способность усваивать уреидосукцинат в качестве источника азота | 1994                    |
| Sup35p                 | S. cerevisiae | Фактор терминации трансляции                                | [PSI+]         | Повышение частоты прочитывания стоп-кодонов                     | 1994                    |
| HET-S                  | P. anserina   | Фактор цитоплазматической несовместимости                   | [Het-s]        | Образование гетерокариона только между совместимыми штаммами    | 1997                    |
| Вакуолярная протеаза B | S. cerevisiae | Уменьшение продолжительности жизни клеток, нарушения мейоза | [β]            | Нарушения деградации клеточных белков в условиях голода         | 2003                    |
| MAP-киназы             | P. anserina   | Усиление пигментации, медленный рост                        | [C]            | неизвестно                                                      | 2006                    |
| Rnq1p                  | S. cerevisiae | Фактор, усиливающий образование прионов                     | [RNQ+], [PIN+] | Способствует агрегации других белков                            | открытие неподтверждено |
| Mca1*                  | S. cerevisiae | Предполагаемая каспаза дрожжей                              | [MCA+]         | неизвестно                                                      | 2008                    |
| Swi1                   | S. cerevisiae | Изменение конформации хроматина                             | [SWI+]         | Плохой рост на некоторых источниках углерода                    | 2008                    |
| Cyc8                   | S. cerevisiae | Транскрипционный репрессор                                  | [OCT+]         | Дерепрессия транскрипции многих генов                           | 2009                    |
| Mot3                   | S. cerevisiae | Ядерный транскрипционный фактор                             | [MOT3+]        | Транскрипционная дерепрессия анаэробных генов                   | 2009                    |
| Sfp1                   | S. cerevisiae | Предполагаемый регулятор транскрипции                       | [ISP+]         | Антисупрессия                                                   | 2010                    |
| Mod5                   | S. cerevisiae | неизвестно                                                  | [MOD+]         | неизвестно                                                      | 2012                    |